# Rafael Núñez (politikus)
Rafael Wenceslao Núñez Moledo (1825. szeptember 28. – 1894. szeptember 18.) kolumbiai író, újságíró, ügyvéd és politikus, 1880 és 1884 között Kolumbia elnöke. Rafael Núñez 1825. szeptember 28-án született Cartagena de Indias-ban. 1894. szeptember 18-án, szintén Cartagenában hunyt el.

## Fiatalkora
Núñez Cartagena de Indias-ban született 1825. szeptember 28-án, Dolores García Moledo és Colonel Francisco Núñez García elsőszülött gyermekeként. Még két testvére született. Szülei unokatestvérek voltak, 1824. október 6-án házasodtak össze. 
Rafael Núñez korai éveiről keveset tudunk. Annyi bizonyos, hogy 1848-ban kerületi bíróként dolgozott Chiriquí-ben, Panamában.

## Politikai pályája
1848-ban Núñez megalapította a La Democracia (A Demokrácia) című újságot Cartagenában, Kolumbiában. Célja José Maria Obando tábornok megválasztásának népszerűsítése volt, aki José Hilario Lópezt követte az elnöki pályán. Ugyanabban az évben kinevezték a kormány vezérkari főnökének Cartagenában, ezzel megkezdődött politikai karrierje.
1853-ban parlamenti képviselőnek választották a kolumbiai Kongresszusba. 1854-ben Bolívar kormányzója lett. 1855 és 1857 között  pénz- és hadügyminiszterként (ma védelmi miniszter) funkcionált Manuel María Mallarino kormányában. 
1855-ben publikálta első nagy hangvételű politikai értekezéseit, a La Federación lapban. Később, a Mosquera-kormány alatt pénzügyminiszterként szolgált. 
Miután Kolumbiát képviselte a Ríonegro Békeszerződés aláírásában, külföldre távozott. Két évet élt New York-ban, ezután kolumbiai diplomata volt Le Havre-ban, majd konzul Liverpoolban.
1876-ban tért vissza hazájába, ahol politikai harcok dúltak. Ebben az évben jelöltként indult az elnökválasztáson, de a választást nem nyerte meg. Négy évvel később Kolumbia elnökévé választották az 1880-tól 1882-ig tartó ciklusra, majd 1884-ben újraválasztották, a Konzervatív Párt támogatásával.
A nevéhez kapcsolódik a La Regeneración (Újjászületés) nevű 1884-es mozgalom, valamint az 1886-os Kolumbiai Alkotmány is.
Az 1886-os alkotmányos reform, Miguel Antonio Caro-val együttműködve, Núñez legkiemelkedőbb politikai teljesítménye. Ez az alkotmány volt érvényben (néhány későbbi kiegészítéssel és változtatással) egészen az új alkotmány 1991-es elfogadásáig.
1878 és 1888 között több száz befolyásos cikket írt az alkotmányreformmal kapcsolatban, melyek  olyan újságokban jelentek meg, mint a bogotai La Luz és La Nación, valamint a cartagenai El Porvenir és  El Impulso. Ezenkívül az ő nevéhez fűződik a kolumbiai himnusz szövegének megírása is.
1886-ban és 1892-ben is újraválasztották, bár az utolsó ciklust már nem vállalta, mint Kolumbia elnöke. Helyette az alelnöke, Miguel Antonio Caro esküdött fel az elnökségre 1892-től 1898-ig.

## Jelentősebb eredményei
Az első ciklusa alatt Núñez visszaállította a békét és a rendet az országban. Engedélyezte a száműzött  Keresztény Püspökség visszatérését az országba. Létrehozta a Katonai Akadémiát és a Nemzeti Zeneakadémiát. Bevezette a nemzetközi távírószolgálatot. Megújította a diplomáciai kapcsolatokat Spanyolországgal, mely a Függetlenségi Háború óta teljesen megszakadt. Ezenkívül nemzetközi kereskedelmi és kulturális egyezményeket kötött Franciaországgal és Nagy-Britanniával.
Második ciklusa alatt Núñez az ország politikai struktúrájának alapos és teljes körű átvizsgálását támogatta és rendelte el, mely megalapozta a későbbi 1886-os Alkotmányt.

## Irodalmi vonatkozása
1874-ben Európában publikálták Núñez legfontosabb írásait.
Núñez írta meg Kolumbia himnuszának, a ¡Oh Gloria Inmarcesible! -nek szövegét.
Gabriel García Márquez is megemlíti Núñezt a Szerelem a kolera idején (Amor en los tiempos del cólera) című 1985-ben írt regényében.